# Пізісааре
Пі́зісааре (ест. Pisisaare küla) — село в Естонії, у волості Паюзі повіту Йиґевамаа.

## Населення
Чисельність населення на 31 грудня 2011 року становила 277 осіб.

## Географія
Через село проходить автошлях 170 (Пилтсамаа — Паюзі — Луйґе).